# Teatro Animação de Setúbal
Teatro Animação de Setúbal (TAS) MHM é uma companhia portuguesa de teatro profissional com actividade teatral e cultural ininterrupta desde 1976.
Fundada em Setúbal, em 1976 pelos actores Carlos César (Carlos Alberto Dias), Carlos Daniel, António Assunção e Francisco Costa, desenvolve um trabalho artístico que tem em conta a diversidade sociocultural da região em que se insere. 
Realiza um trabalho consistente, virado para a itinerância, baseado na escolha de um repertório de qualidade que, através duma linguagem cénica actual e acessível, comunique com o público e simultaneamente lhe desperte o interesse pelo teatro, sem fugir a um modelo de produção que reflicta os anseios e preocupações da nossa sociedade. 
Através da linguagem dum teatro universal e, recorrendo a diversas linguagens estéticas, pretende devolver ao teatro, o seu lugar e a sua função na sociedade, cruzando as novas dramaturgias nacionais e estrangeiras com o grande legado dramaturgico da humanidade – os clássicos. 
Divulgando novos autores; procura novas formas de encenação, de representação e de uma constante renovação dentro duma programação eclética onde se cruzem textos de grande intensidade dramática e de alta comédia; valoriza a palavra no espectáculo teatral aprofundando o trabalho cénico da palavra.
Aposta na formação e no encontro com o público jovem através da realização de espectáculos de repertório escolar e de iniciativas de sensibilização na área das expressões artísticas; realiza espectáculos para o público infanto-juvenil, desenvolvendo desta forma o gosto pelo teatro, junto dos mais novos. 
O Teatro Animação de Setúbal orienta a sua programação para uma oferta plural de teatro de repertório, tendo em conta a diversidade sociocultural do público-alvo e a sua função de serviço público.
A 10 de Maio de 1999 foi feito Membro-Honorário da Ordem do Mérito.

## Alguns atores ligados ao TAS
- António Assunção (1945-1998)
- Carlos César (1943-2001)
- Carlos Rodrigues
- Célia David
- Duarte Victor
- Fernando Luís
- José Nobre
- Manuela Couto
- Maria Clementina
- Maria Simões
- Nuno Melo
- Odete Santos